# ۱۰۰۲ (خورشیدی)
۱۰۰۲ هزار و دومین سال هجری خورشیدی است.